# Palmeria hypargyrea
Palmeria hypargyrea är en tvåhjärtbladig växtart som beskrevs av Janet Russell Perkins. Palmeria hypargyrea ingår i släktet Palmeria och familjen Monimiaceae. Inga underarter finns listade i Catalogue of Life.